# Kleng Wach
De Kleng Wach (Nederlands: Kleine Wacht; Duits: Kleine Wache) is een voormalig douanekantoor aan de grens tussen Nederland en Duitsland in de Nederlandse plaats Vaals. Het gebouwtje is een rijksmonument en geldt als het kleinste museum van Nederland.

## Locatie
De Kleng Wach ligt direct aan de Nederlandse kant van de grens aan het oostelijk einde van de Akenerstraat, grenzend aan het pand Akenerstraat 2. Ten oosten van het voormalige douanekantoortje, aan de Duitse kant, zet de Akenerstraat zich voort als Alte Vaalser Straße, gelegen in het Vaalserquartier in het Akense stadsdeel Laurensberg. Leunend tegen de westgevel van het gebouw bevindt zich een zogenaamde adelaarssteen (Adlerstein) van blauwe hardsteen, een uit de zestiende eeuw daterende grenssteen van het Rijk van Aken. Aan de andere kant van het gebouw bevindt zich een vermoedelijk negentiende-eeuwse grenspaal, eveneens van hardsteen.

## Geschiedenis
De Akenerstraat was van oudsher onderdeel van de Oude Akerweg, de uit de middeleeuwen, mogelijk uit de Romeinse tijd daterende hoofdweg tussen Maastricht en Aken. Deze weg leidde door diverse feodale territoria, maar 'harde' grenzen, zoals die na het ontstaan van de natiestaten in de negentiende eeuw werden ingesteld, waren er niet. Men kon min of meer vrijelijk rondreizen; alleen bij de stadspoorten van steden was er controle. Vaals behoorde in de middeleeuwen tot het Land van Rode, een van de Landen van Overmaas, onderdeel van achtereenvolgens het Hertogdom Brabant, de Bourgondische en Spaanse Nederlanden, en na het Partagetractaat van 1661 onderdeel van Staats-Overmaas. Het Vaalserquartier behoorde vanouds tot het Rijk van Aken. De bewoners gingen ter kerke in de oude Sint-Pauluskerk te Vaals, die aanvankelijk een hulpkerk was van de Akense Sint-Jacobskerk.
Na de Franse Tijd ging het Rijk van Aken op in het Koninkrijk Pruisen; Vaals werd Nederlands. De grens werd een harde grens, maar over de bewaking ter plaatse is weinig bekend. In 1825 kwam de nieuwe rijksweg Maastricht-Aken gereed, waarbij ook de grenspost in noordelijke richting werd verplaatst. Tegenwoordig staat deze weg bekend als N278 (in Vaals Maastrichterlaan geheten; in Aken Vaalser Straße). De Akenerstraat-Alte Vaalser Straße was vanaf 1825 een secundaire grensovergang.
De grenspost aan de Akenerstraat werd rond 1890 gebouwd. Tijdens de Eerste Wereldoorlog werd de grensovergang aan Nederlandse zijde afgesloten met prikkeldraad. Pas begin jaren 1920 werd deze heropend. De bewoners van het Vaalserquartier konden een paar uur naar de Nederlandse kant om boodschappen te doen. Eind jaren 1930 werd de overgang opnieuw afgesloten met ijzeren palen, ditmaal aan de Duitse kant. Tijdens de inval van Duitse troepen in Nederland in 1940 werd de vaste barrière verwijderd en vervangen door een mobiel prikkeldraadhek om de Duitse troepenbewegingen mogelijk te maken. Na het einde van de Tweede Wereldoorlog werd de grensovergang bewaakt door Nederlandse douaniers; vanaf dat moment werd het de Kleine Wacht genoemd, beter bekend als Kleng Wach, de benaming in het Vaalser dialect. De Grote Wacht bevond zich aan de Maastrichterlaan. In 1951 werd de grensovergang van Duitse zijde weer volledig afgesloten met een ijzeren hek, dat door de Vaalsenaren het IJzeren Gordijn werd genoemd. Eind 1959 ging de poort enkele uren per week open. Tot eind jaren zeventig werd de grensovergang bewaakt. De ijzeren poort verdween en werd vervangen door betonnen, later gietijzeren palen.
Met de inwerkingtreding van het Schengenakkoord werden de permanente grenscontroles afgeschaft. Het wachthuisje zelf werd in 1993 eigendom van de gemeente Vaals. Deze verhuurde het aan de lokale heemkundekring Sankt Tolbert, die er het kleinste en hoogstgelegen museumpje van Nederland inrichtte.

## Beschrijving
De Kleng Wach is een halfvrijstaand gebouwtje met een oppervlakte van circa 2 m². De zuidgevel grenst aan het huis Akenerstraat 2. Het is opgetrokken uit roodbruine baksteen op een hardstenen plint. De noordgevel is een sobere puntgevel, die aan de zijkanten iets uitkraagt en waarvan de punt eindigt in een vierkante schoorsteen. Hier bevindt zich de entree, geflankeerd door twee smalle vensteropeningen met hardstenen dorpels. De oost- en westgevel bevatten elk één vensteropening. Het zadeldak is gedekt met zinkplaten.
Het museum bevat nog deels de oorspronkelijke inrichting van het wachthuis. Daarnaast zijn er foto's, kaarten, borden, grensstenen en diverse andere voorwerpen te zien, die de geschiedenis van het gebouw illustreren. Een ander belangrijk thema is de geschiedenis van de smokkel.

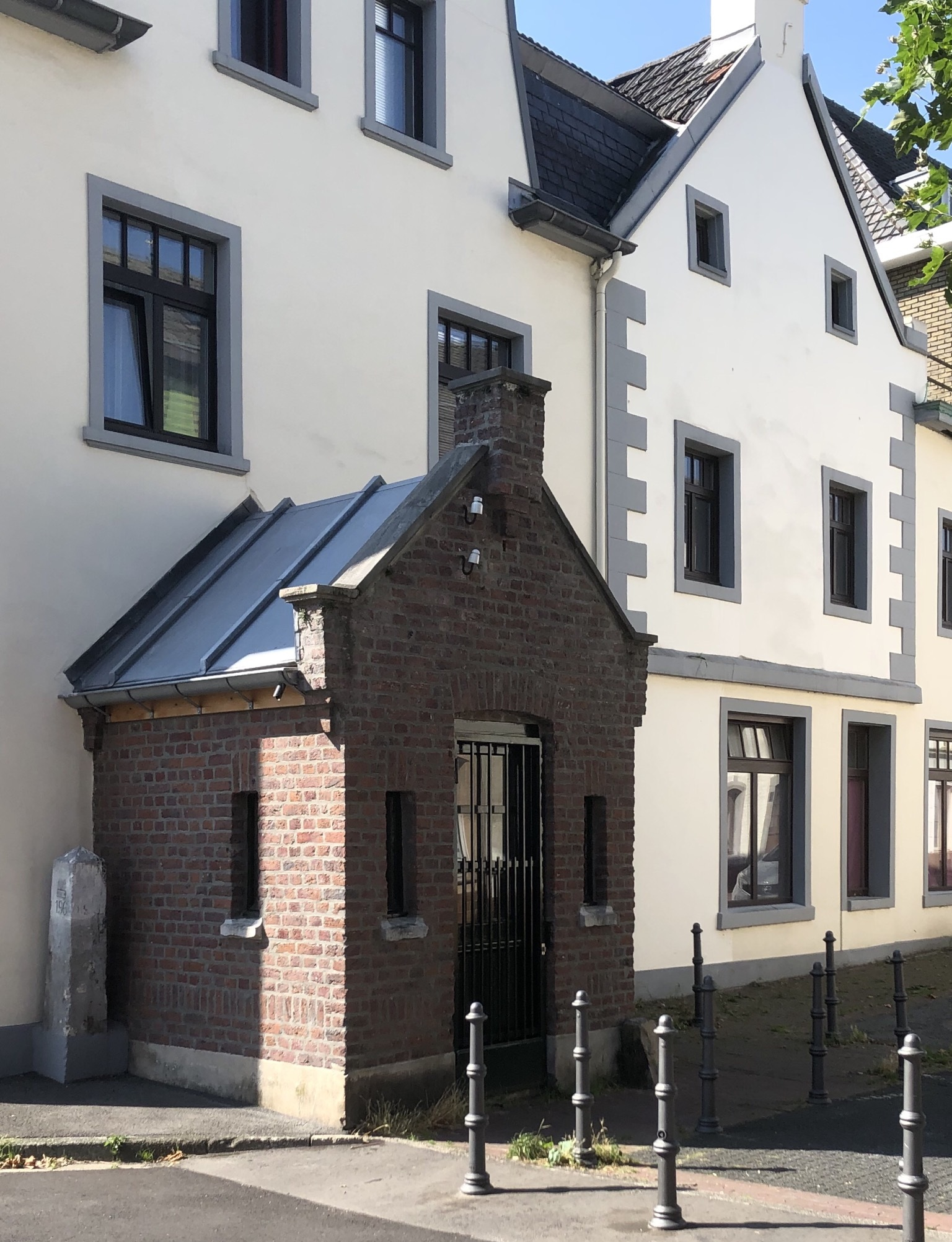
Vanaf de Duitse kant
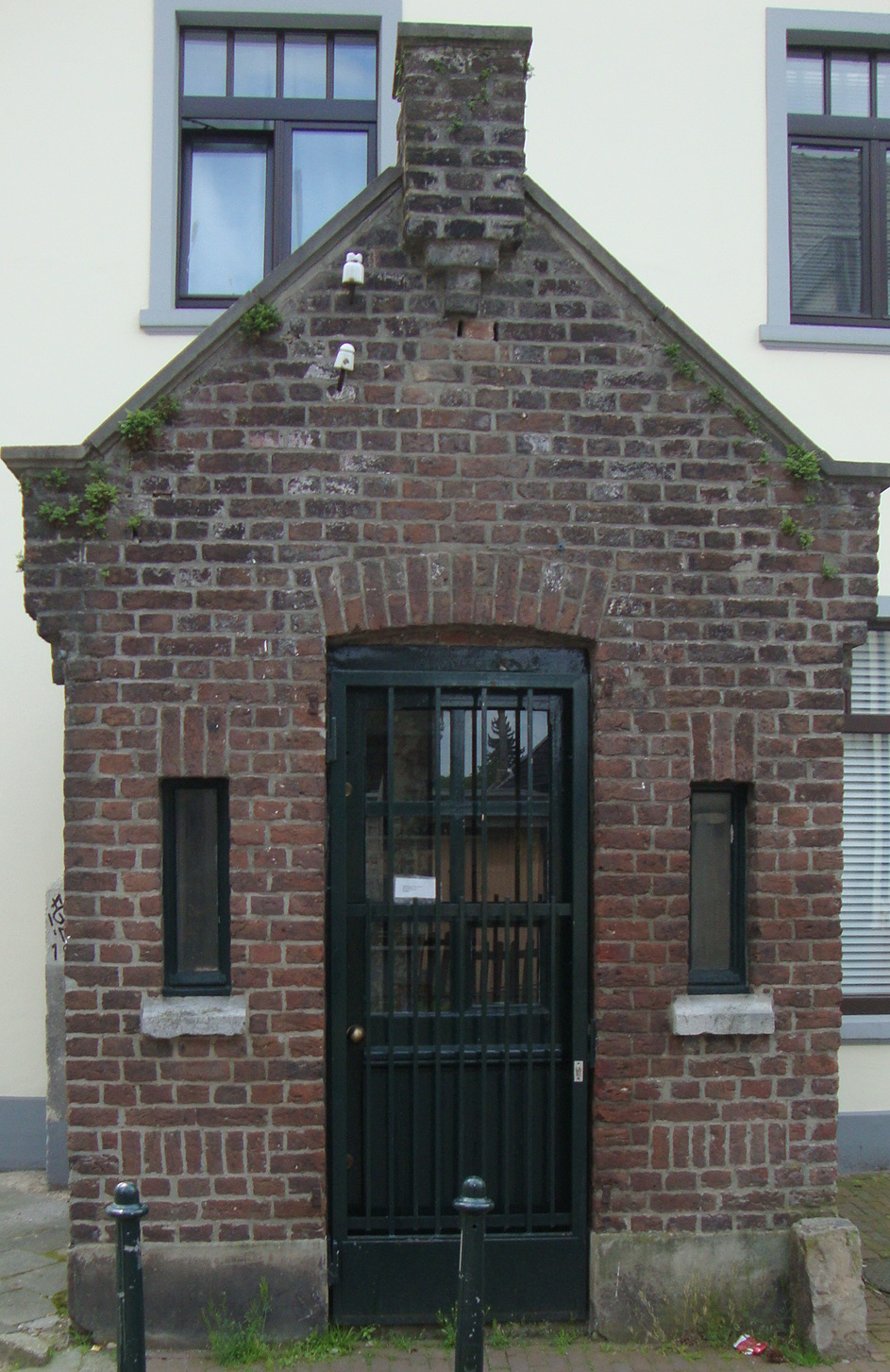
Voorgevel
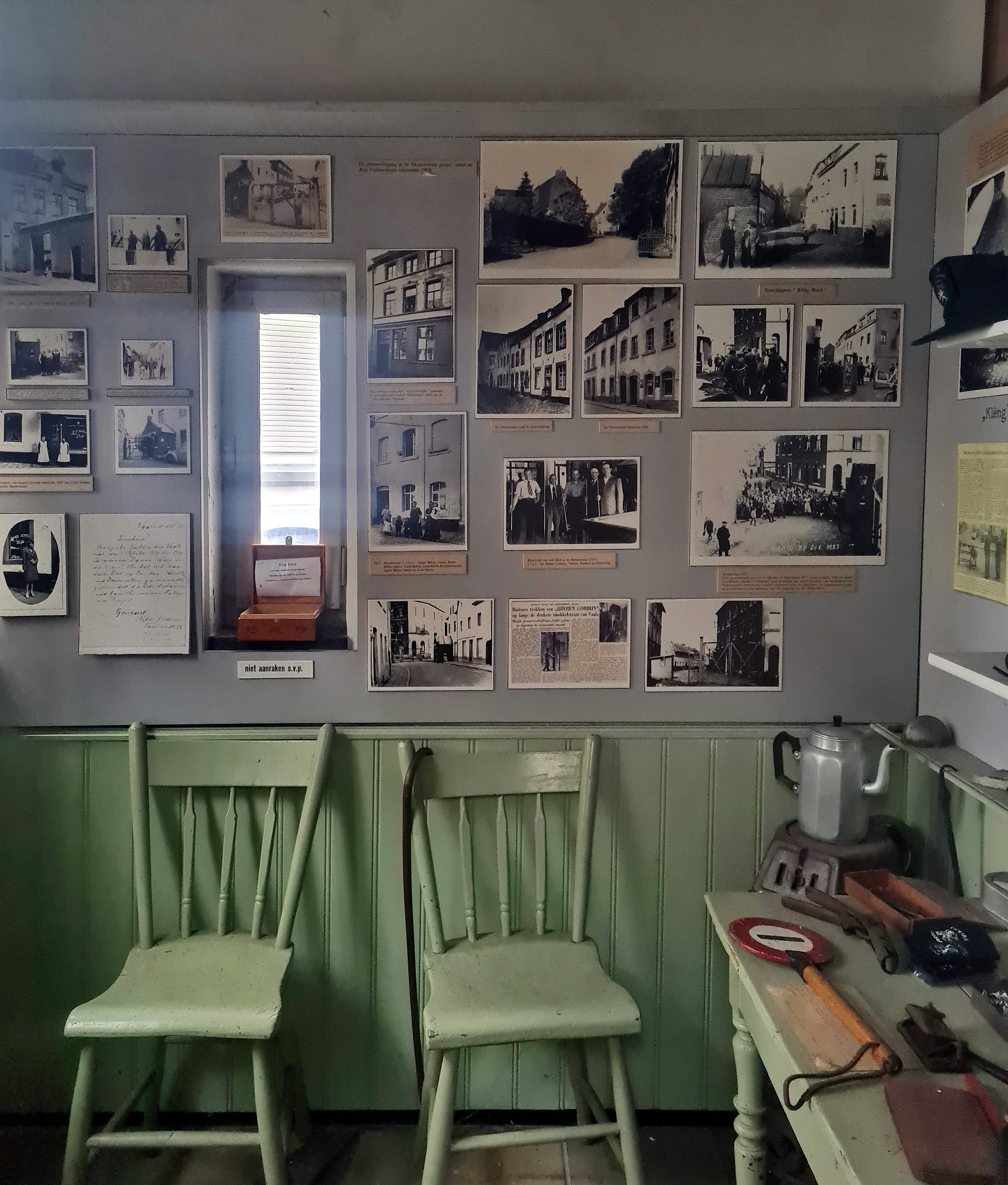
Interieur naar het oosten
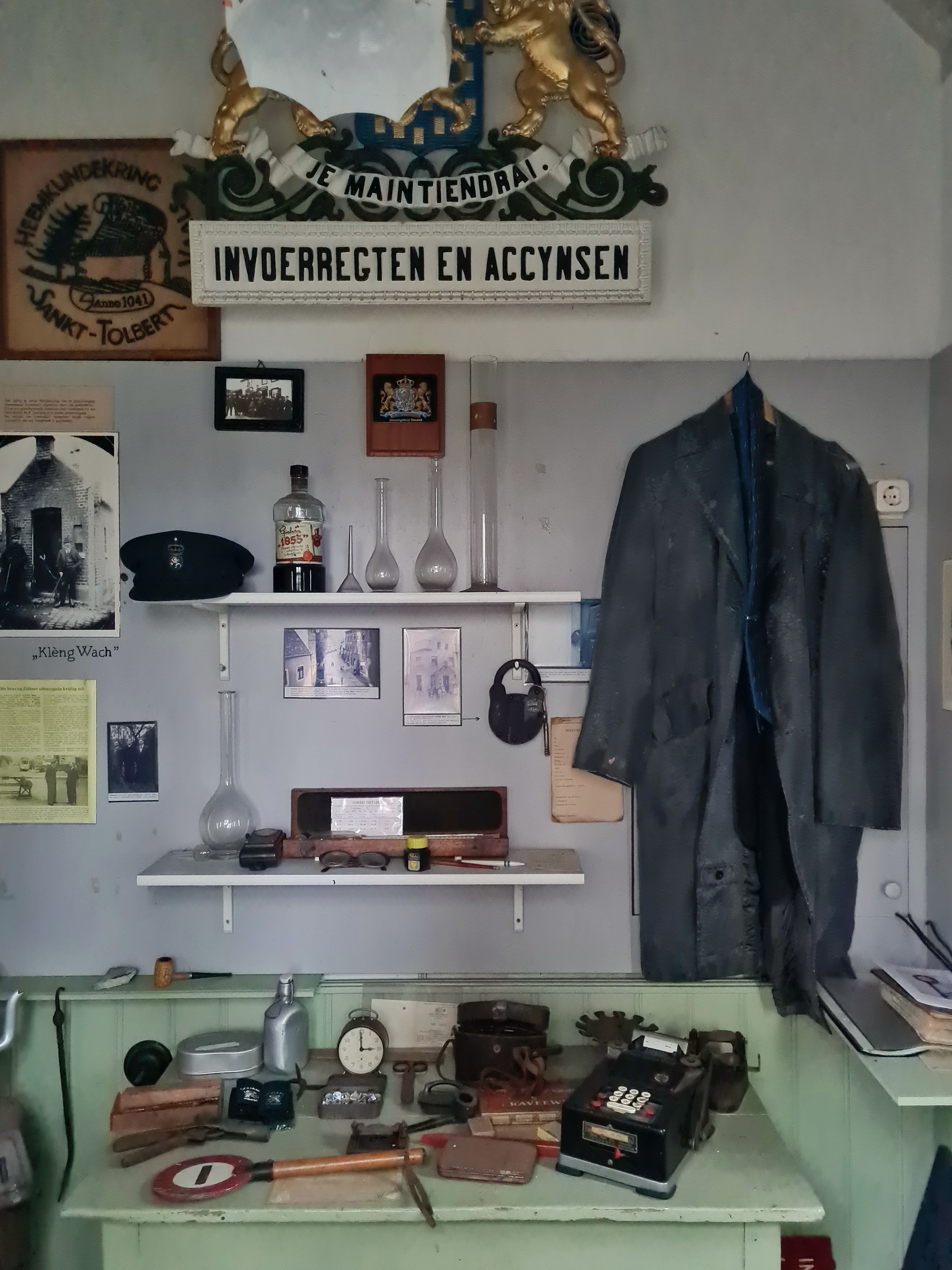
Interieur naar het zuiden
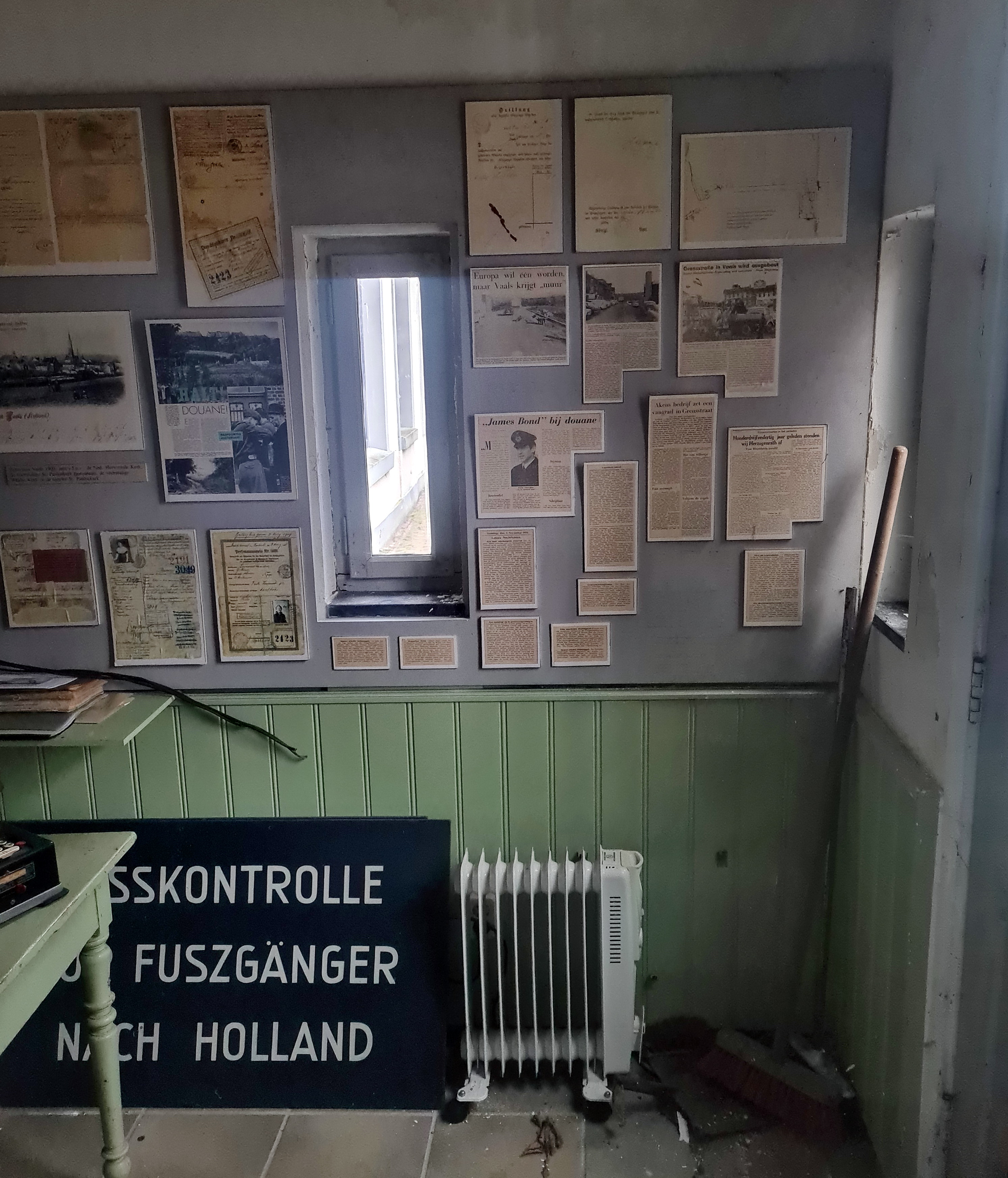
Interieur naar het westen